# Ібрагімов Анвар Камільович
Анвар Камільович Ібрагімов (рос. Анвар Камилевич Ибрагимов, 27 листопада 1965, Уфа, Російська РФСР, СРСР — 27 серпня 2023) — радянський фехтувальник на рапірах, олімпійський чемпіон 1988 року.

## Виступи на Олімпіадах
| Олімпіада      | Дисципліна      | Місце |
| -------------- | --------------- | ----- |
| Сеул 1988      | командна рапіра | 1     |
| Барселона 1992 | командна рапіра | 5     |